# 达希贾
达希贾是斯梅代雷沃桑贾克歷史上的一群叛变的耶尼切里军官，1801年12月15日，這些軍官在贝尔格莱德刺殺了帕夏後，控制了斯梅代雷沃桑贾克，並且不再聽命於奧斯曼蘇丹。达希贾統治斯梅代雷沃桑贾克期間取消了奧斯曼蘇丹給塞爾維亞人的優惠政策，結果引發塞爾維亞人不滿並導致第一次塞尔维亚起义爆發，最終达希贾被塞爾維亞人消滅。